# Spektrum (funktionsanalyse)
 For alternative betydninger, se Spektrum. (Se også artikler, som begynder med Spektrum)
Begrebet spektrum bliver brugt inden for funktionsanalyse som en generalisering af konceptet af egenværdier af en matrix.
I det følgende ses der på spektrum for begrænsede operatorer.

## Definition
Hvis {\displaystyle T:X\to X} er en begrænset lineær operator på et Banachrum {\displaystyle X}, så er spektret af {\displaystyle T} mængden af komplekse tal {\displaystyle \lambda } hvor {\displaystyle T-\lambda I} ikke er invertibel, hvor {\displaystyle I} er identitetsoperatoren. Spektret af {\displaystyle T} skrives som {\displaystyle \sigma (T)}.
Spektret kan også anses som værende komplementet til hvad der kaldes resolvent mængden {\displaystyle \rho (T)} som er mængden af {\displaystyle \lambda \in \mathbb {C} } hvor {\displaystyle T-\lambda I} er invertibel. Lidt mere formelt er {\displaystyle \rho (T)} mængden {\displaystyle \rho (T)=\{\lambda \in \mathbb {F} |{\overline {(\lambda I-T)X}}=X,(\lambda I-T)^{-1}\in {\mathcal {B}}((\lambda I-T)X,D(T))\}} hvor {\displaystyle \mathbb {F} =\mathbb {R} } eller {\displaystyle \mathbb {F} =\mathbb {C} } og {\displaystyle D(T)} er domænet for {\displaystyle T}.

## Elementer i spektrum
Man spørger nok sig selv om at siden spektrum er en generalisering af egenværdier af matricer, hvornår et element i spektrum er en egenværdi.
Sætning: Hvis {\displaystyle X} er et normeret rum som er forskellig fra 0, så er spektret {\displaystyle \sigma (T)} ikke tomt.
Sætning: Resolvent mængden {\displaystyle \rho (T)\neq \emptyset } og åben, og spektret {\displaystyle \sigma (T)} er kompakt.
for en operator {\displaystyle T-\lambda I} gælder det at den er invertibel hvis og kun hvis {\displaystyle T-\lambda I} er bijektiv. Dvs. at vi har to måder hvorpå vores operator ikke længere er invertibel, hvilket er hvis {\displaystyle T-\lambda I} ikke er injektiv eller surjektiv.

### Element er en egenværdi i spektrum
Hvis {\displaystyle T-\lambda I} ikke er injektiv, hvilket vil sige at funktionen {\displaystyle B:x\to Tx-\lambda x} ikke er injektiv, da må der eksistere et {\displaystyle g\neq 0} sådan så {\displaystyle Tg=\lambda g}. Dette er definitionen for hvornår {\displaystyle \lambda } er en egenværdi, så hvis {\displaystyle T-\lambda I} ikke er injektiv er {\displaystyle \lambda } en egenværdi i spektret for {\displaystyle T}.

### Element er ikke en egenværdi i spektrum
Hvis et element {\displaystyle \lambda \in \sigma (T)} ikke er en egenværdi, da er {\displaystyle T-\lambda I} ikke surjektiv (på). Dette kan ske på to måder:
1. Billedmængden af {\displaystyle T-\lambda I}, som ikke er hele {\displaystyle X} er tæt i {\displaystyle X}. Denne del af spektret kaldes for det kontinuerte spektrum.
2. Lukningen af billedmængden af {\displaystyle T-\lambda I} er en ægte delmængde af {\displaystyle X}. Denne del af spektret kaldes for det residuale spektrum.

## Typer af spektrum
En generelt brugt måde at opdele spektret på er den følgende:
Vi ved at en begrænset lineær operator på et Hilbertrum er invertibel hvis og kun hvis den er begrænset nedefra og har en tæt billedmængde. Dette vil sige at et komplekst tal {\displaystyle \lambda } er i spektret for {\displaystyle T\in {\mathcal {B(H)}}} hvis og kun hvis {\displaystyle T-\lambda I} ikke er begrænset nedefra og/eller at {\displaystyle T-\lambda I} ikke har tæt billedmængde. Dette fortæller os at man kan opdele spektret i to muligvis overlappende delmængder:
1. Omtrentligt punkt spektrum (approximate point spectrum) af {\displaystyle T} er {\displaystyle \sigma _{ap}(T)\equiv \{\lambda |T-\lambda I} ikke begrænset nedefra {\displaystyle \}}.
2. Kompressions spektret (compression spectrum) af {\displaystyle T} er {\displaystyle \Gamma (T)\equiv \{\lambda |T-\lambda I} har ikke en tæt billedmængde {\displaystyle \}}.

Det omtrentlige punkt spektrum består igen af to disjunkte dele som er de elementer som er egenværdier af {\displaystyle T}, som skrives {\displaystyle \sigma _{p}(T)}, og komplementet af denne.

Man kan også opdele spektret i tre andre disjunkte dele:
1. Punkt spektret (point spectrum) af {\displaystyle T} er {\displaystyle \sigma _{p}(T)=\{\lambda \in \mathbb {C} |T-\lambda I} ikke er en-til-en/injektiv {\displaystyle \}}. Så igen ser vi at punkt spektret består præcis af alle egenværdier af {\displaystyle T}.
2. Det kontinuerte spektrum (the continuous spectrum) af {\displaystyle T} er {\displaystyle \sigma _{c}(T)=\{\lambda \in \mathbb {C} |T-\lambda I} er en-til-en/injektiv {\displaystyle ,(T-\lambda I){\mathcal {H}}\neq {\mathcal {H}},{\overline {(T-\lambda I){\mathcal {H}}}}={\mathcal {H}}\}}. Dette spektrum består af de {\displaystyle \lambda } hvor billedmængden for {\displaystyle T-\lambda I} er tæt men er ikke lig med hele {\displaystyle {\mathcal {H}}}.
3. Det residuale spektrum (the recidual spectrum) af {\displaystyle T} er {\displaystyle \sigma _{r}(T)=\{\lambda \in \mathbb {C} |T-\lambda I} er en-til-en/injektiv {\displaystyle ,{\overline {(T-\lambda I){\mathcal {H}}}}\neq {\mathcal {H}}\}}. Dette spekre består af de {\displaystyle \lambda } hvor billedmængden af {\displaystyle T-\lambda I} ikke er tæt.

Disse tre spektrum har den samme definition for Banachrum.

## Egenskaber for spektret
Spektret for en operator på et Hilbert eller Banachrum indeholder vigtig information omkring operatoren.
Den er også en konjugeringsinvariant da:
Sætning: Hvis {\displaystyle T} er en operator i {\displaystyle {\mathcal {B}}(X)} for et Banachrum {\displaystyle X}, og hvis {\displaystyle S} er en invertibel operator i {\displaystyle {\mathcal {B}}(X)}, så er {\displaystyle \sigma (T)=\sigma (S^{-1}TS)}.
Ovenstående sætning angiver blot en måde hvorpå spektret ikke ændres, men det er ikke den eneste måde. For hvis {\displaystyle {\mathcal {H,K}}} er komplekse Hilbert rum som er forskellige fra 0, hvor {\displaystyle T\in {\mathcal {B(H)}}} og {\displaystyle W\in {\mathcal {G(H,K)}}}, dvs, {\displaystyle W} er invertibel, så gælder
1. {\displaystyle \sigma _{p}(T)=\sigma _{p}(WTW^{-1})}.
2. {\displaystyle \sigma _{r}(T)=\sigma _{r}(WTW^{-1})}.
3. {\displaystyle \sigma _{c}(T)=\sigma _{c}(WTW^{-1})}.

Ved at disse holder, så gælder det også for spektret, resolvent mængden og for spektral radius.
Hvis {\displaystyle W} også var unitær gælder også {\displaystyle \|T\|=\|WTW^{-1}\|}
Hvis vi antager at {\displaystyle {\mathcal {H}}\neq \{0\}} er et komplekst Hilbert rum og at {\displaystyle \mathbb {S} ^{1}} er enhedscirklen omkring origo i det komplekse plan, så gælder følgende:
1. Hvis {\displaystyle H\in {\mathcal {B(H)}}} er hyponormal (dvs. {\displaystyle T^{*}T-TT^{*}\geq 0} eller {\displaystyle \|T^{*}x\|\leq \|Tx\|}) så er {\displaystyle \sigma _{p}(H)^{*}\subseteq \sigma _{p}(H^{*})} og {\displaystyle \sigma _{r}(H^{*})=\emptyset }.
2. Hvis {\displaystyle N\in {\mathcal {B(H)}}} er normal så er {\displaystyle \sigma _{p}(N^{*})=\sigma _{p}(N)^{*}} og {\displaystyle \sigma _{r}(N)=\emptyset }.
3. Hvis {\displaystyle U\in {\mathcal {B(H)}}} er unitær så er {\displaystyle \sigma (U)\subseteq \mathbb {S} ^{1}}.
4. Hvis {\displaystyle A\in {\mathcal {B(H)}}} er selvadjungeret så er {\displaystyle \sigma (A)\subset \mathbb {R} }.
5. Hvis {\displaystyle Q\in {\mathcal {B(H)}}} er positiv så er {\displaystyle \sigma (Q)\subset \mathbb {R} _{+}}.
6. Hvis {\displaystyle R\in {\mathcal {B(H)}}} er strengt positiv hvis {\displaystyle \sigma (R)\subset [a,\infty )} hvor {\displaystyle a>0}.
7. Hvis {\displaystyle E\in {\mathcal {B(H)}}} er en ikke triviel projektion så er {\displaystyle \sigma (E)=\sigma _{p}(E)=\{0,1\}}.

Flere egenskaber kan ses i.

## Selvadjungerede operatorer
Generelt for en selvadjungeret operator i {\displaystyle {\mathcal {B(H)}}} gælder der at enhver egenværdi for {\displaystyle T} er reel og at egenvektorerne for forskellige egenværdier er ortogonale.

### Kompakte selvadjungerede operatorer iB(H){\displaystyle {\mathcal {B(H)}}}
For en selvadjungeret begrænset operator {\displaystyle T} på et Hilbertrum {\displaystyle {\mathcal {H}}} er {\displaystyle \|T\|=\sup _{\|x\|=1}|<Tx,x>|}.
Dette kan bruges til at vise at for en kompakt selvadjungeret operator i {\displaystyle {\mathcal {B(H)}}} så er mindst et tallene {\displaystyle \|T\|} eller {\displaystyle -\|T\|} en egenværdi for {\displaystyle T}, hvilket vil sige at mindst en af disse er et element i {\displaystyle \sigma (T)}.

## Kompakte operatorer
Resultatet som bruges til at karakterisere de kompakte operatorer på et komplekst Hilbert rum {\displaystyle {\mathcal {H}}} kaldes 'the Fredholm Alternative' som siger følgende:
Sætning (Fredholm Alternative): Lad {\displaystyle T} være en kompakt operator på et Hilbert rum {\displaystyle {\mathcal {H}}}, og antag at {\displaystyle \lambda \neq 0} og {\displaystyle \lambda \in \mathbb {C} }. Så har vi følgende:
1. Hvis {\displaystyle T-\lambda I} er injektiv så er {\displaystyle T-\lambda I} invertibel.
2. Hvis {\displaystyle T-\lambda I} afbilder surjektivt fra {\displaystyle {\mathcal {H}}} til {\displaystyle {\mathcal {H}}}, så er {\displaystyle T-\lambda I} invertibel.

En anden sætning giver at ethvert punkt i spektret som er forskellig fra 0 på en kompakt operator altid er egenværdier for operatoren.
Vi kan også yderligere beskrive elementerne i spektret for en kompakt operator ved følgende sætning.
Sætning: Tag en kompakt operator {\displaystyle T\in {\mathcal {B}}_{\infty }({\mathcal {H}})} som er mængden af kompakte lineære transformationer, så har vi følgende:
1. 0 er det eneste akkumuleringspunkt af {\displaystyle \sigma (T)}.
2. Hvis {\displaystyle \lambda \in \sigma (T)\backslash \{0\}}, så er {\displaystyle \lambda } et isoleret punkt af {\displaystyle \sigma (T)}.
3. {\displaystyle \sigma (T)\backslash \{0\}} er en diskret delmængde af {\displaystyle \mathbb {C} }.
4. {\displaystyle \sigma (T)} er tællelig.

## Spektralmapping for polynomier
Hvis {\displaystyle p:\mathbb {C} \to \mathbb {C} } er et polynomium med komplekse koefficienter, så for enhver delmængde {\displaystyle \Lambda \subset \mathbb {C} } er {\displaystyle p(\Lambda )=\{p(\lambda )\in \mathbb {C} |\lambda \in \lambda \}}.
Sætning (Spektral mapping sætningen for polynomier): Tag en operator {\displaystyle T\in {\mathcal {B(X)}}}, hvor {\displaystyle X} er et komplekst Banachrum. Hvis {\displaystyle p} er et polynomium med komplekse koefficienter, så er {\displaystyle \sigma (p(T))=p(\sigma (T))}.
Denne sætning gælder også specielt hvis {\displaystyle X} er en unital Banach algebra hvor {\displaystyle A\in X}, så er {\displaystyle \sigma (p(A))=p(\sigma (A))}.
Eksempel: Hvis {\displaystyle A} er et element i en unital Banach algebra som opfylder at {\displaystyle A^{2}=A}, og lad {\displaystyle p(z)=z^{2}-z}. Så er {\displaystyle p(A)=0} hvilket medfører at {\displaystyle \sigma (p(A))=\{0\}}. Dvs at {\displaystyle p(\lambda )=0} for alle {\displaystyle \lambda \in \sigma (A)}, hvilket giver os at {\displaystyle \sigma (A)\subseteq \{0,1\}}.
Denne sætning kan også udvides til at gælde for polynomier som gælder for normale operatorer i et Hilbertrum {\displaystyle H}. Lad {\displaystyle \Lambda _{1}} og {\displaystyle \Lambda _{2}} være arbitrære delmængder af {\displaystyle \mathbb {C} } og lad {\displaystyle p:\mathbb {C} \times \mathbb {C} \to \mathbb {C} } være et polynomium i to variable med komplekse koefficienter, hvor {\displaystyle p(\Lambda _{1},\Lambda _{2})=\{p(\lambda _{1},\lambda _{2})\in \mathbb {C} |\lambda _{1}\in \Lambda _{1},\lambda _{2}\in \Lambda _{2}\}}. Hvis vi i særdeleshed ser på {\displaystyle \Lambda ^{*}=\{{\overline {\lambda }}\in \mathbb {C} |\lambda \in \Lambda \}}, da er {\displaystyle p(\Lambda ,\Lambda ^{*})=\{p(\lambda ,{\overline {\lambda }})\in \mathbb {C} |\lambda \in \Lambda \}}.
Sætning (Spektral mapping sætningen for normale operatorer): Hvis {\displaystyle T\in {\mathcal {B(H)}}} er normal og {\displaystyle p(\cdot ,\cdot )} er et polynomium i to variable, så er {\displaystyle \sigma (p(T,T^{*}))=p(\sigma (T),\sigma (T^{*}))=\{p(\lambda ,{\overline {\lambda }})\in \mathbb {C} |\lambda \in \sigma (T)\}}.

## Eksempler
1. Hvis {\displaystyle A} er en øvre triangulær {\displaystyle n\times n} matrix, så består {\displaystyle \sigma (A)} af elementerne på diagonalen af matricen {\displaystyle A}.
2. Hvis {\displaystyle A=C(\Omega )}, hvor {\displaystyle \Omega } er et kompakt Hausdorff rum, så er {\displaystyle \sigma (f)=f(\Omega )} for alle {\displaystyle f\in A}.
3. {\displaystyle l^{2}(\mathbb {N} )} er rummet af alle kvadratisk summable sekvenser, som også er et Banach rum. Den unilaterale skift operatoren {\displaystyle S} er {\displaystyle S(x_{1},x_{2},x_{3},\ldots )=(0,x_{1},x_{2},x-3,\ldots )} og dens inverse er {\displaystyle S^{*}(x_{1},x_{2},x_{3},\ldots )=(x_{2},x_{3},x_{4},\ldots )}. Her er den nemmeste måde at bestemmespektrum for {\displaystyle S} er ved først at bestemme spektrum for {\displaystyle S^{*}}, da {\displaystyle \sigma (S)} ikke indeholder nogen egenværdier. Det første vi kan se er at spektret for {\displaystyle S^{*}} er indeholdt i mængden {\displaystyle \{\lambda \in \mathbb {C} ||\lambda |\leq \|S^{*}\|=1\}}. Som det næste kan vi vise at {\displaystyle |\lambda |<1} er indeholdt i {\displaystyle \sigma (S^{*})} og er egenværdier. Vi ser at hvis vi vælger vektoren {\displaystyle x=(1,z,z^{2},\ldots )} hvor {\displaystyle \lambda <1}, så vil {\displaystyle S^{*}x=\lambda x} være opfyldt og dermed er {\displaystyle \lambda <1} egenværdier for {\displaystyle S^{*}}. Og da spektret er lukket er {\displaystyle \sigma (S^{*})=\{\lambda \in \mathbb {C} ||\lambda |\leq 1\}}. Så ved at bruge at hvis {\displaystyle S^{*}-\lambda I} ikke er invertibel så er {\displaystyle S-\lambda I} heller ikke invertibel, og dermed, da {\displaystyle \|S\|=1} så ser vi at {\displaystyle \sigma (S)=\{\lambda \in \mathbb {C} ||\lambda |\leq 1\}}.

## Kommutative Banach algebraer
Når vi arbejder med Banach algebraer (og dermed også C* algebraer) så har vi at {\displaystyle \sigma (A)=\{\phi (A)|\phi \in {\mathcal {M_{A}}},A\in {\mathcal {A}}\}}, hvor {\displaystyle {\mathcal {A}}} er en kommutativ unital Banach algebra, {\displaystyle {\mathcal {M_{A}}}\equiv \{f\in C(X)|f(x)=0\}} og {\displaystyle X} er et kompakt Hausdorff rum.
Dette kommer af at komplekse homomorfier på en unital kommutativ Banach algebra er en ikke triviel multiplikativ lineær funktional {\displaystyle \phi :{\mathcal {A}}\to \mathbb {C} }, som er kontinuer med norm 1. Samlingen af alle disse ikke trivielle multiplikative lineære funktionaler kaldes det maksimale ideal rum og skrives {\displaystyle {\mathcal {M_{A}}}}.
Måden hvorpå vi ser at spektrum er af denne form kommer af følgende:
Hvis vi vælger et {\displaystyle A\in {\mathcal {A}}} og antager at {\displaystyle \lambda \in \sigma (A)}, da er {\displaystyle A-\lambda I} ikke invertibel og mængden {\displaystyle \{(A-\lambda I)B|B\in {\mathcal {A}}\}} en ægte delmængde, da den ikke kan indeholde {\displaystyle I}. Ud fra dette kan man så se at den må være indeholdt i et maksimalt ideal som ved er kernen af en multiplikativ lineær funktional {\displaystyle \phi }. Så da {\displaystyle \phi (A-\lambda I)=0} da er {\displaystyle \lambda =\phi (A)}.
Omvendt, hvis {\displaystyle \lambda \notin \sigma (A)}, så kan vi finde et {\displaystyle B} sådan så {\displaystyle (A-\lambda I)B=I}. Så givet et hvilket som helst ikke triviel multiplikativ lineær funktional {\displaystyle \phi } på {\displaystyle {\mathcal {A}}}, da har vi at {\displaystyle \phi (A-\lambda I)\phi (B)=\phi (I)=1}. Dette giver os så at {\displaystyle \phi (A-\lambda I)\neq 0} eller {\displaystyle \phi (A)\neq 0} for ethvert {\displaystyle \phi \in {\mathcal {M_{A}}}}.
Sætning (Gelfand): Hvis {\displaystyle A} er et element i en unital Bananch algebra {\displaystyle {\mathcal {A}}}, så er {\displaystyle \sigma (A)\neq \{\emptyset \}}.

### Egenskaber
Hvis {\displaystyle {\mathcal {A}}} er en unital C* algebra og {\displaystyle A\in {\mathcal {A}}} er normal holder følgende:
1. {\displaystyle A} er selvadjungeret hvis og kun hvis {\displaystyle \sigma (A)\subseteq \mathbb {R} }.
2. {\displaystyle A} er unitær hvis og kun hvis {\displaystyle \sigma (A)\subseteq \partial \mathbb {D} }.
3. {\displaystyle A^{2}=A} hvis og kun hvis {\displaystyle \sigma (A)\subseteq \{0,1\}}.

Hvis {\displaystyle A} er et selvadjungeret element i en unital C* algebra {\displaystyle {\mathcal {A}}}, så siges {\displaystyle A} at være positiv hvis {\displaystyle \sigma (A)\subseteq \mathbb {R} _{+}}, og så skrives {\displaystyle A\geq 0} og de positive elementer i {\displaystyle {\mathcal {A}}} skrives som {\displaystyle {\mathcal {A}}_{+}}.
Sætning: Hvis vi lader {\displaystyle B} være en lukket delalgebra af en unital Banach algebra {\displaystyle {\mathcal {A}}} som indeholde enheden for {\displaystyle {\mathcal {A}}}, så gælder følgende:
1. Mængden {\displaystyle Inv(B)} er en clopen (dvs. lukket og åben) delmængde af {\displaystyle B\cap Inv({\mathcal {A}})}.
2. For ethvert {\displaystyle b\in B} gælder det at {\displaystyle \sigma _{\mathcal {A}}(b)\subseteq \sigma _{B}(b)} og {\displaystyle \partial \sigma _{B}(b)\subseteq \partial \sigma _{\mathcal {A}}(b)}.
3. Hvis {\displaystyle b\in B} og {\displaystyle \sigma _{\mathcal {A}}(b)} ikke har nogen huller, så er {\displaystyle \sigma _{\mathcal {A}}(b)=\sigma _{B}(b)}.

Her ses det a vi ved hjælp af spektrum får vigtig information omkring operatoren.

## Spektralradius
Det kan godt være vanskeligt at bestemme hvad spektret for en operator præcist er, så vi vil ønske at kunne indskrænke vores søgeområde. Dette er lige netop hvad den næste sætning giver os mulighed for at gøre.
Sætning (spektral radius formel): Hvis {\displaystyle A\in {\mathcal {A}}}, som er en unital Banach algebra, da er spektral radius {\displaystyle r(A)=\lim _{n\to \infty }\|A^{n}\|^{1/n}}
Med denne sætning ved hånden, kan vi nu bestemme hvilket område i {\displaystyle \mathbb {C} } som spektret ligger i, og dermed indskrænke vores eftersøgningsområde for at bestemme spektret.
Eksempel: Hvis vi har {\displaystyle A=C(X)}, hvor {\displaystyle X} er et kompakt Hausdorff rum og dermed at {\displaystyle A} er en Banach algebra, så ses det at {\displaystyle \sigma (f)=f(X)}, hvor {\displaystyle f\in C(X)}, så {\displaystyle r(f)\geq \|f\|_{\infty }}.
Benytter vi os af spektral radius formlen, så ses det at {\displaystyle r(f)=\lim _{n\to \infty }\|f^{n}\|_{\infty }^{1/n}=\|f\|_{\infty }} da {\displaystyle \|f^{n}\|_{\infty }=\|f\|_{\infty }^{n}}.

## Anvendelser
Spektret bruges som tidligere nævnt til at bestemme vigtige egenskaber ved en operator, så som om den er selvadjungeret, normal eller positiv.
Spektret for en operator bruges til klassifikation af operatoren i form af spektral sætningen (der findes flere versioner af denne). Dette skal ses som en udvidelse af den klassifikation som man ser i lineær algebra hvor der gøres brug af egenværdier, egenrum, minimal og karakteristiske polynomier.
Spektrum bruges også indenfor kvantemekanik, hvor spektret for en operator relateres til forklaringen af spektret for atomer.

## References
1. ↑  Sætning 2.2, C.S. Kubrusly, Spectral Theory of Operators on Hilbert Spaces, Springer
2. ↑  Sætning 2.1, C.S. Kubrusly,Spectral Theory of Operators on Hilbert Spaces, Springer
3. ↑  Sætning 4.27, B. MacCluer, Elementary Functional Analysis, Springer
4. ↑  Proposition 2.B, C.S. Kubrusly, Spectral Theory of Operators on Hilbert Spaces
5. ↑  Proposition 2.A, C.S. Krubusly, Spectral Theory of Operators on Hilbert Spaces, Springer
6. ↑  Afsnit 2.7, C.S. Kubrusly, Spectral Theory og Operators on Hilbert Spaces, Springer
7. ↑  Sætning 4.20, B. MacCluer, Elementary Functional Analysis, Springer
8. ↑  Sætning 4.19, B. MacCluer, Elementary Functional Analysis, Springer
9. ↑  Sætning 4.32, B. MacCluer , Elementary Functional Analysis, Springer
10. ↑  Sætning 4.31, B. MacCluer, Elementary Functional Analysis, Springer
11. ↑  Korolar 2.20, C.S. Kubrusly, Spectral Theory of Operators on Hilbert Spaces, Springer
12. ↑  Sætning 2.7, C.S. Kubrusly, "Spectral Theory of Operators on Hilbert spaces", Springer
13. ↑  Sætning 2.8, C.S. Kubrusly, Spectral Theory of Operators on Hilbert spaces, Springer
14. ↑  Sætning 5.28, B. MacCluer, Elementary Functional Analysis, Springer
15. ↑  Sætning 5.26, B. MacCluer, Elementary functional Analysis, Springer
16. ↑  Sætning 1.2.5, G. Murphy, C*-Algebras and Operator Theory, Academic Press, Inc.
17. ↑  Sætning 5.49, B. MacCluer, Elementary Functional Analysis, Springer
18. ↑  Definition 5.54, B. MacCluer, Elementary Functional Analysis, Springer
19. ↑  Sætning 1.2.8, G. Murphy, C*-Algebras and Operator Theory, Academic Press, Inc.
20. ↑  Sætning 5.15, B. MacCluer, Elementary Functional Analysis, Springer
21. ↑  Side 98, B. MacCluer, Elementary Functional Analysis, Springer

- C. Kubrusly, Spectral Theory of Operators on Hilbert spaces, ISBN 978-0-8176-8327-6
- B. MacCluer, Elementary Functional Analysis, ISBN 978-0-387-85528-8
- G. Murphy, C*-Algebras and Operator Theory, ISBN 0-12-511360-9